# Curtis Young (football américain)
(en) Statistiques sur statscrew
Curtis Young (né le 8 janvier 1987 à Cleveland) est un joueur américain de football américain.

## Enfance
Curtis est l'enfant de Curtis Young père et Roxine Smith. Il joue au football américain dans son lycée de Glenville High School et il mène notamment son équipe à deux reprises au play-offs du championnat de l'État de l'Ohio.

## Carrière

### Universitaire
Young fait ses études à l'université de Cincinnati, jouant avec les Bearcats, l'équipe de l'université. Il côtoie notamment Tony Pike lors de ses années universitaire. En 2008, il enregistre vingt-cinq tacles en quatorze matchs ainsi que quatre sacks. En 2009, il se blesse au genou contre l'université d'État de l'Oregon et rate deux matchs. Il termine sa carrière universitaire avec une défaite contre l'université de Floride au Sugar Bowl.

### Professionnelle
Curtis Young ne participe pas au draft de la NFL de 2010 et obtient un contrat en 2010 avec les Mountain Lions de Sacramento, jouant en United Football League. Il ne reste qu'un petit moment avant de partir pour les Packers de Green Bay, en NFL, et obtient une place dans l'équipe d'entrainement. Il ne joue aucun match lors de la saison 2010 mais remporte le Super Bowl XLV.